# 45 mm armata morska 21-K

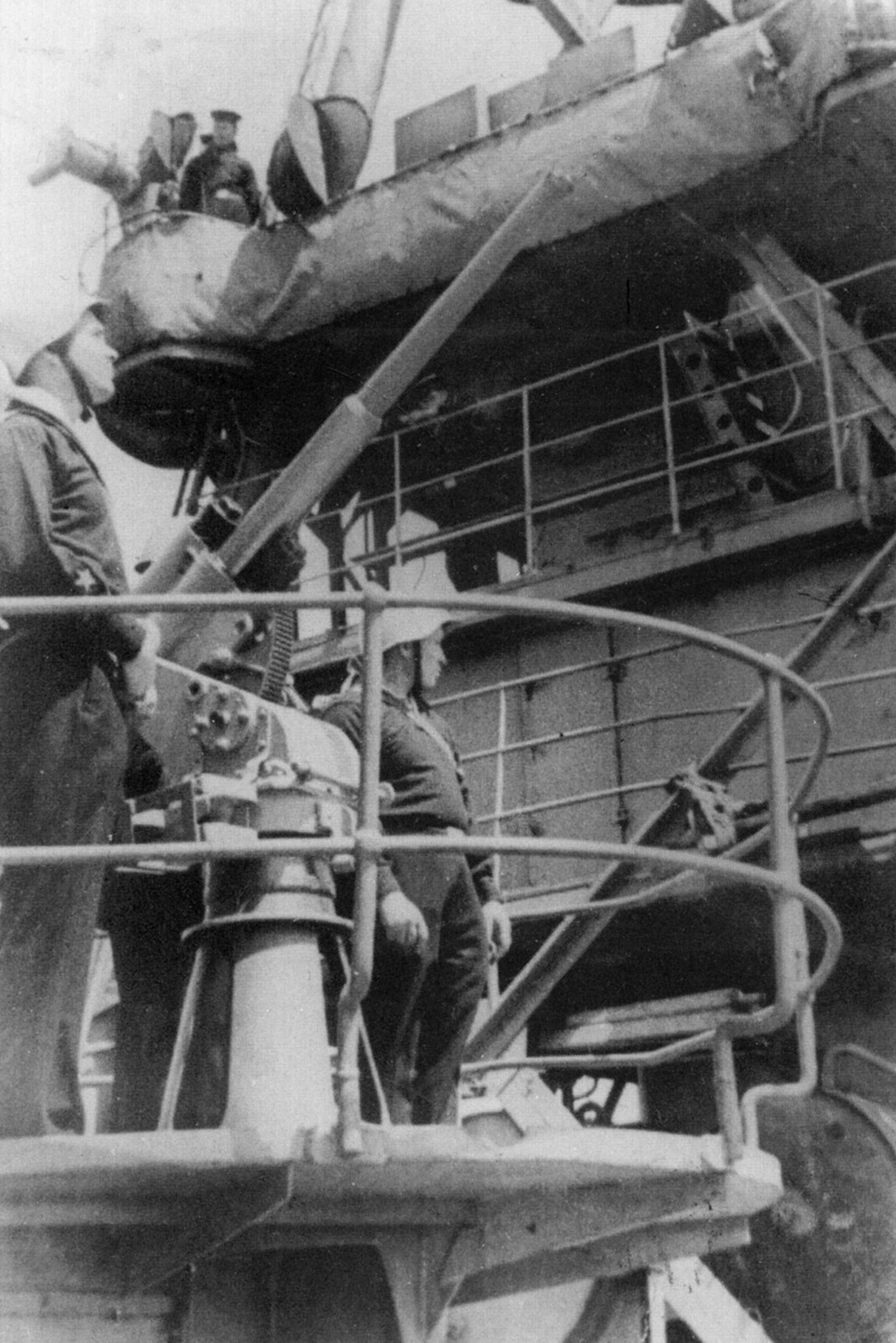
Działo 21-K na pokładzie krążownika „Krasnyj Kawkaz”

45 mm armata morska 21-K – radziecka półautomatyczna uniwersalna armata morska z okresu międzywojennego i II wojny światowej. 

## Historia
Działo powstało w odpowiedzi na zapotrzebowanie małokalibrowej artylerii przeciwlotniczej dla radzieckiej floty. Pod względem konstrukcyjnym wywodziło się z armaty przeciwpancernej 19-K. Litera K oznaczała biuro konstrukcyjne zakładów nr 8 im. Kalinina, gdzie armata została skonstruowana. Działo zostało przedstawione do prób wojskowych w 1934 roku, a w 1935 roku ulepszono konstrukcję półautomatycznego zamka. W 1936 roku armata 21-K została przyjęta na uzbrojenie i następnie, masowo produkowana, trafiła na większość radzieckich okrętów powyżej kutrów torpedowych. W toku produkcji wprowadzano ulepszenia technologiczne, m.in. zastosowano lufę monoblokową (wykonaną z jednego elementu).
Armata służyła przede wszystkim do celów przeciwlotniczych, a także dla walki z lekkimi okrętami. Jako przeciwlotnicza okazała się jednak mało skuteczna z uwagi na takie niedostatki konstrukcji, jak niska szybkostrzelność, mało zaawansowany celownik, brak granatów z zapalnikiem czasowym i niezrównoważenie zespołu obrotowego w płaszczyźnie poziomej. Z uwagi na zamek półautomatyczny i ładowanie pojedynczymi nabojami, szybkostrzelność wynosiła tylko do 30 strzałów na minutę, a zniszczenie celu wymagało bezpośredniego trafienia. Armata używana była także na okrętach podwodnych, z głębokością zanurzenia do 100 m. Do 1944 roku wyprodukowano około 3000 dział.
Istniała również wersja działa dla monitorów rzecznych montowana w wieży, stanowiącej adaptację wieży czołgu T-28: 40-K z 1936 roku oraz podwójnie sprzężona 41-K z 1937 roku. Opancerzenie miało grubość 25 mm z przodu, 20 mm z boków i tyłu i 10 mm od góry.
Po ataku Niemiec na ZSRR wady armaty jako broni przeciwlotniczej stały się widoczne. Częściowo jedynie je usunięto w zmodernizowanej wersji 21-KM, bazującej na zmodernizowanej armacie przeciwpancernej M-42. Główną różnicą była długa lufa, o długości 68,6 kalibrów, która polepszyła możliwości przeciwpancerne, co było istotne dla mniejszych kutrów operujących na wodach śródlądowych i przybrzeżnych. Wzrosła też donośność i w niewielkim zakresie pułap strzału. Wśród ulepszeń był nowy prostszy, a zarazem pewniejszy w działaniu zamek półautomatyczny, który pozwalał także na strzelanie w reżimie automatycznym – wystrzał następował w tym trybie po zamknięciu zamka. Ponieważ armata była nadal ładowana pojedynczymi nabojami, zwiększyło to jednak maksymalną szybkostrzelność tylko do 40 strzałów na minutę. Drugą widoczną zmianą było dodanie dwuwarstwowej płaskiej tarczy ochronnej, chroniącej od pocisków broni strzeleckiej i odłamków, która zarazem pozwoliła na zrównoważenie działa w płaszczyźnie poziomej (na okrętach podwodnych stosowano zamiast niej balast). Armaty 21-KM produkowano od 1943 roku.
W roli broni przeciwlotniczej armaty 45 mm były podczas wojny zastępowane na większych okrętach przez armaty automatyczne kalibru 37 mm 70-K i systemy zachodnie z dostaw lend-lease, jednakże armaty 21-KM nadal były produkowane i instalowane na mniejszych jednostkach, m.in. kutrach typu MO-4. Po wojnie nadal były ustawiane na nowych okrętach w charakterze dział salutacyjnych.

## Opis konstrukcji

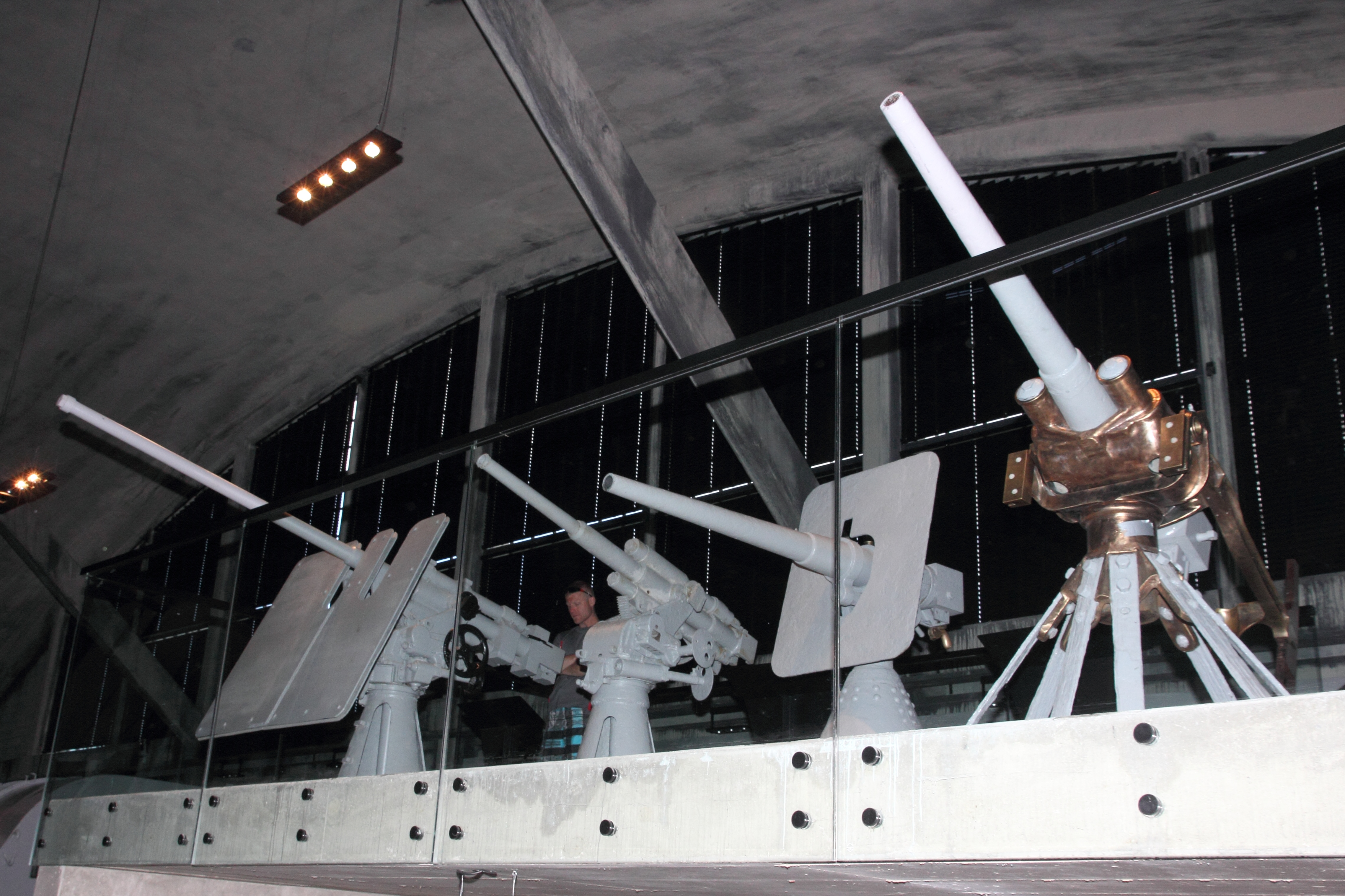
Od lewej: armaty 21-KM i 21-K w muzeum w Tallinnie

Armata miała kaliber 45 mm (46 mm w bruzdach gwintu). Lufa armaty 21-K miała całkowitą długość 2072,50 mm (46 kalibrów), jej gwintowana część mierzyła 1650 mm (36,7 kalibrów). Wewnątrz znajdowało się 16 gwintów o głębokości 0,5 mm, szerokości 6,5 mm i pochyleniu 7°9′45″. Lufa z zamkiem ważyła 107 kg, cała część podnoszona – 222 kg, a całe stanowisko – 506 kg. Armata 21-KM miała lufę o długości 3087 mm (L/68,6). Jej zespół odrzutowy ważył 164 kg, część podnoszona – 295 kg, cały zespół obrotowy – 707 kg, a całe stanowisko – 867 kg.
Zamek klinowy pionowy, półautomatyczny (otwiera się automatycznie po strzale i wyrzuca łuskę, a po dosłaniu naboju automatycznie się zamyka). Nad lufą był cylinder sprężynowego powrotnika, a pod lufą hydraulicznego opornika. Lufa była warstwowa, w toku produkcji zastąpiona przez monoblokową. Armata była montowana na stożkowej podstawie, mocowanej do pokładu 16 śrubami. Celownik SzB-1 i ręczne mechanizmy naprowadzania w pionie i poziomie znajdowały się po lewej stronie, obsługiwane przez jednego celowniczego.
Lufa mogło być opuszczana o 10 stopni i podnoszona o 85 stopni od poziomu. W płaszczyźnie poziomej działo mogło obracać się o 360 stopni. Jeden obrót korbami mechanizmów powodował podniesienie lufy o 4 stopnie lub obrót działa o 5 stopni. Szybkość naprowadzania wynosiła do 18° na sekundę w poziomie i 20° na sekundę w pionie (w armacie 21-KM – 10°/s w pionie).
Działo mogło wystrzeliwać pociski unifikowane z armatą przeciwpancerną: odłamkowo-smugowy z zapalnikiem MG-5 (podstawowy do celów przeciwlotniczych), przeciwpancerny z zapalnikiem MD-2, odłamkowo-burzący z zapalnikiem KTM-1. Podczas wojny wprowadzano także nowe typy pocisków.
Teoretyczna szybkostrzelność wynosiła do 30 strzałów na minutę. Armata 21-KM w trybie automatycznym mogła mieć szybkostrzelność do 40 strzałów na minutę. Dla pocisku o masie 1,41 kg wystrzeliwanego z armaty 21-K prędkość początkowa wynosiła 760 m/s, zaś donośność w poziomie do 9500 m, a w pionie do 6000 m. Dla armaty 21-K prędkość początkowa wynosiła 870 m/s, donośność w poziomie do 11 000 m, a w pionie do 7000 m (według innych źródeł do 10 600 m w poziomie i 6400 m w pionie).